# Dick Lidman
Dick Lidman (ur. 24 stycznia 1967) – szwedzki piłkarz występujący na pozycji napastnika.

## Kariera klubowa
Lidman karierę rozpoczynał w 1985 roku w amatorskim zespole Skellefteå AIK. W 1989 roku trafił do pierwszoligowego GIF Sundsvall. W tym samym roku spadł z nim jednak do drugiej ligi. W 1990 roku wywalczył z nim jednak awans do ekstraklasy. W 1991 roku, po ponownym spadku Sundsvallu do drugiej ligi, Lidman odszedł z klubu.
Został zawodnikiem zespołu AIK Fotboll, grającego w pierwszej lidze. W 1992 roku zdobył z nim mistrzostwo Szwecji, a w 1995 roku dotarł do finału Pucharu Szwecji. W tym samym roku przeszedł do czeskiej Slavii Praga. W 1996 roku zdobył z nią mistrzostwo Czech. W barwach Slavii zagrał 3 razy i strzelił 1 gola.
W 1996 roku Lidman wrócił do AIK Fotboll. W 1997 roku zdobył z nim Puchar Szwecji. W tym samym roku zakończył karierę.

## Kariera reprezentacyjna
W reprezentacji Szwecji Lidman rozegrał 2 spotkania. Zadebiutował w niej 4 czerwca 1995 roku w przegranym 0:1 towarzyskim meczu z Brazylią. Po raz drugi w kadrze wystąpił 8 czerwca 1995 roku w zremisowanym 3:3 towarzyskim pojedynku z Anglią.